# 1975 у Миколаєві
| Роки в Миколаєві ← • 1901 • 1902 • 1903 • 1904 • 1905 • 1906 • 1907 • 1908 • 1909 • 1910 • 1911 • 1912 • 1913 • 1914 • 1915 • 1916 • 1917 • 1918 • 1919 • 1920 • 1921 • 1922 • 1923 • 1924 • 1925 • 1926 • 1927 • 1928 • 1929 • 1930 • 1931 • 1932 • 1933 • 1934 • 1935 • 1936 • 1937 • 1938 • 1939 • 1940 • 1941 • 1942 • 1943 • 1944 • 1945 • 1946 • 1947 • 1948 • 1949 • 1950 • 1951 • 1952 • 1953 • 1954 • 1955 • 1956 • 1957 • 1958 • 1959 • 1960 • 1961 • 1962 • 1963 • 1964 • 1965 • 1966 • 1967 • 1968 • 1969 • 1970 • 1971 • 1972 • 1973 • 1974 • 1975 • 1976 • 1977 • 1978 • 1979 • 1980 • 1981 • 1982 • 1983 • 1984 • 1985 • 1986 • 1987 • 1988 • 1989 • 1990 • 1991 • 1992 • 1993 • 1994 • 1995 • 1996 • 1997 • 1998 • 1999 • 2000 • → |

1975 у Миколаєві — список важливих подій, що відбулись у 1975 році в Миколаєві. Також подано перелік відомих осіб, пов'язаних з містом, що народились або померли цього року, отримали почесні звання від міста.

## Події

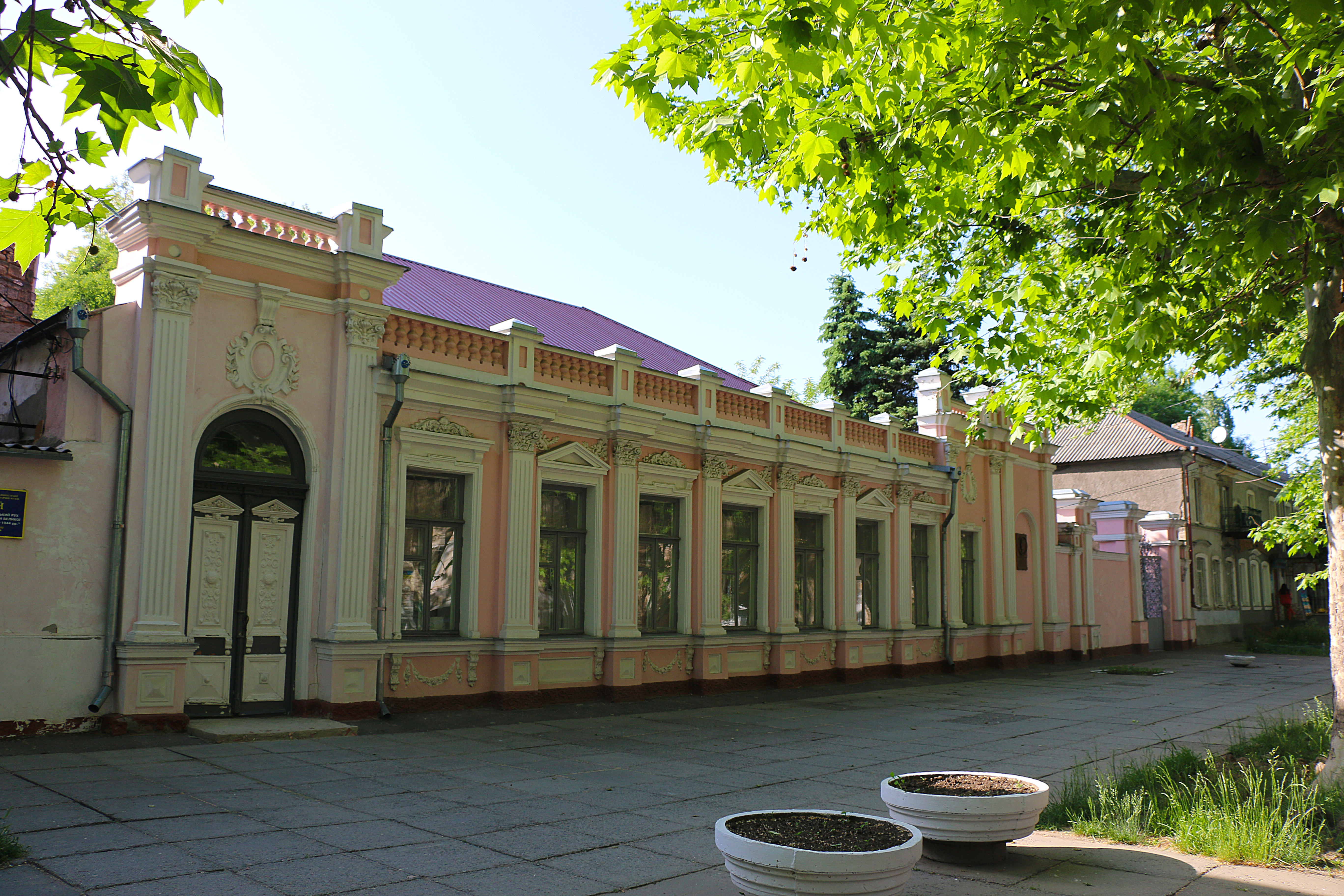
Миколаївський військово-історичний музей

- 29 квітня відкритий Миколаївський військово-історичний музей.
- Наказом Північного проєктно-конструкторського бюро м. Ленінград, зараз Санкт-Петербург) № 146/к від 1 листопада 1975 у Миколаєві створений 61-й відділ, який з часом трансформувався в Дослідно-проектний центр кораблебудування.
- Рішенням виконкому Миколаївської обласної ради депутатів трудящих від 25 грудня 1975 № 724 Сквер суднобудівників оголошений пам'яткою природи місцевого значення. У 1984 році цей статус було скасовано через відкриття на території скверу міського дитячого парку «Казка», який є пам'яткою садово-паркової архітектури.
- У Миколаївському аеропорту побудована нова злітно-посадкова смуга (ЗПС), відтак ― господарські споруди та обладнання для виконання польотів: радіолокатори, система посадки, світлосигнальна система, авіадиспетчерські пункти, ангари для малої авіації, аеровокзал тощо.
- Парк Перемоги став Лауреатом Всесоюзного огляду парків культури і відпочинку у м. Москва.

## Особи

### Очільники
- Голова виконавчого комітету Миколаївської міської ради — Іван Канаєв.
- 1-й секретар Миколаївського міського комітету КПУ — Едуард Шорін.

### Почесні громадяни
- У 1975 році звання Почесного громадянина Миколаєва не присвоювалось.

### Народились
- Тригуб Олександр Петрович (нар. 16 грудня 1975, Полтава) — доктор історичних наук, професор, дослідник історії України (друга половина XVIII — перша половина XX ст.) та міжнародних відносин другої половини ХХ — початку XXI століть, Почесний краєзнавець України, голова Миколаївської обласної організаціїНаціональної спілки краєзнавців України, академік Академії соціальних наук України.
- Красов Дмитро Володимирович (нар. 1 листопада 1975, Миколаїв — пом. 13 серпня 2014, Грабське, Донецька область) — матрос Збройних сил України. Кавалер ордена «За мужність» III ступеня.
- Козир Борис Юрійович (нар. 6 березня 1975, Миколаїв) — український політик та бізнесмен з Миколаєва. Народний депутат України 8-го скликання.
- Колесников Павло Олександрович (нар. 8 квітня 1975, Могилів-Подільський, Вінницька область — 7 листопада 2014, Донецьк) — підполковник (присвоєно 3 листопада, отримати не встиг) Збройних сил України, учасник російсько-української війни. Заступник військового комісара Центрально-Миколаївського ОРВК, Миколаївського обласного військового комісаріату. Один з перших добровольців Миколаєва.
- Баковецька Ольга Олександрівна (нар. 7 серпня 1975, Миколаїв) — доцент (кафедри історії України МДУ імені В. О. Сухомлинського, доктор історичних наук.
- Халілов Михайло Михайлович (нар. 3 липня 1975, Миколаїв) — український велогонщик, чемпіон України 2005 року в командній гонці.
- Бонь В'ячеслав Валентинович (нар. 12 квітня 1975, Миколаїв) — український діяч, 1-й заступник голови Миколаївської обласної державної адміністрації, виконувач обов'язків голови Миколаївської обласної державної адміністрації (2016 р. і 2019 р.).
- Нужний В'ячеслав Олександрович (нар. 14 травня 1975, Київ) — український футболіст, виступав на позиції півзахисника. У складі футбольного клубу «Миколаїв» провів 135 матчів, забив 16 голів.
- Петренко Олексій Олексійович (нар. 12 квітня 1975) — український футболіст, захисник. У складі футбольного клубу «Миколаїв» провів 55 матчів, забив 4 голи.
- Колоскова Ірина Вікторівна (нар. 8 квітня 1975) — українська бадмінтоністка, педагог, суддя з бадмінтону, майстер спорту України міжнародного класу, чемпіонка України 2001 року, переможниця і призерка міжнародних змагань, бронзова призерка університетського чемпіонату світу 2000 року, колишня гравчиня Національної збірної України.

### Померли
- Гущин Феофан Михайлович (нар. 1909, Миколаїв — пом. 1975, Миколаїв) — український радянський суднобудівник. Герой Соціалістичної Праці.
- Колосов Сергій Дмитрович (нар. 1 квітня 1904, село Ручьєваха, Тверська губернія, Російська імперія — пом. 23 січня 1975, Казань, Татарська АРСР, РРФСР) — радянський конструктор, фахівець у галузі морського двигунобудування, засновник вітчизняної школи конструкторів суднових газотурбінних установок.